# 슈퍼맨 3
《슈퍼맨 3》(영어: Superman III)은 1983년에 개봉된 영화이다. 슈퍼맨 영화 시리즈의 세 번째 작품으로, 2편 《슈퍼맨 2》의 감독이었던 리처드 레스터가 연출을 계속 이어받았다. 크리스토퍼 리브가 슈퍼맨 역을 계속하고, 리처드 프라이어, 아네트 오툴, 애니 로스, 로버트 본이 새로 출연한다.

## 줄거리
대그룹의 총수인 로스 웹스터와 여동생 베라는 얼간이 컴퓨터 기술자 거스를 이용해 궤도에 떠있는 기상위성을 조작하여 콜롬비아에 태풍과 홍수를 일게 만들어 커피 경작지를 망치고 전세계 커피 가격을 마음대로 조종하려다가 슈퍼맨의 등장으로 실패한다. 화가 난 로스는 폭발된 클립톤 별의 파편에서 슈퍼맨의 약점을 알아내 제거하려고 특수 화합물질을 만들어 슈퍼맨에게 선물로 주지만 거스가 성분 하나를 바꾸는 바람에 슈퍼맨은 죽지 않고 대신 그 화합물 때문에 악한 슈퍼맨으로 변신하고 전세계를 다니며 나쁜 짓만 일삼는다. 슈퍼맨의 분신인 클락은 폐차장에서 악한 슈퍼맨과 대결 끝에 본래의 착한 모습으로 되돌오게 되어 악한 슈퍼맨이 저지른 일들을 해결한다. 그리고 거스를 이용해 완성한 막강한 성능을 가진 컴퓨터 요새로 세계 경제를 혼란에 빠뜨리려려는 로스 일당과 치열한 싸움이 벌이게 된다.

## 출연
- 리처드 프라이어 - 오거스트 "거스" 고먼
- 크리스토퍼 리브 - 클라크 켄트 / 슈퍼맨
- 로버트 본 - 로스 웹스터
- 아네트 오툴 - 라나 랭
- 애니 로스 - 베라 웹스터
- 패멀라 스티븐슨 - 로렐라이 앰브로시아
- 재키 쿠퍼 - 페리 화이트
- 마고 키더 - 로이스 레인
- 마크 매클루어 - 지미 올슨
- 개번 오헐리히 - 브래드 윌슨
- 프랭크 오즈(카메오 출연; 출연 분량 삭제)

## 한국판 성우진

### MBC (1987년 1월 1일)
- 양지운 - 슈퍼맨(크리스토퍼 리브)
- 황일청 - 거스(리처드 프라이어)
- 권혁수 - 지미(마크 매클루어)
- 한영숙 - 베라(애니 로스)
- 한규희 - 로스(로버트 본)
- 김진숙 - 로렐라이(패멀라 스티븐슨)

### KBS (1992년 10월 3일)
- 이정구 - 슈퍼맨(크리스토퍼 리브)
- 설영범 - 거스(리처드 프라이어)
- 윤병화 - 페리(재키 쿠퍼)
- 오세홍 - 지미(마크 매클루어)
- 성병숙 - 로라(아네트 오툴)
- 성선녀 - 베라(애니 로스)
- 서혜정 - 로렐라이(패멀라 스티븐슨)
- 이완호 - 로스(로버트 본)
- 이연희 - 로이스(마고 키더) / 릭키(폴 케슬러)
- 황정란 - 핸더슨(헬렌 호튼)
- 김영민 - 브래드(개번 오헐리히)
- 정동열 - 이탈리아 인(존 블러덜)
- 신흥철 - 버스 기사(레스 킴버)
- 장승길 - 과학자(베리 데넨) / 광부(크리스토퍼 말콤)
- 김익태 - 심슨(로버트 헨더슨) / 경찰(쉐인 리머)
- 박규웅 - 광부(래리 램) / 소방관
- 박은경 - 도시 사람(질 골든)

### SBS (1997년 9월 16일)
- 이정구 - 슈퍼맨(크리스토퍼 리브)
- 이진화 - 로렐라이(패멀라 스티븐슨)
- 김기현 - 거스(리처드 프라이어)
- 김용식
- 홍승옥
- 안경진
- 강희선
- 임은정
- 김무규
- 순동운
- 장승길
- 임성표
- 조향이
- 김영훈
- 문일옥
- 성완경
- 안장혁